# Åke Svensson (sektledare)
Åke Svensson, född 19 mars 1753 i Ljuders socken, död 11 oktober 1788 på Danvikens hospital, var en svensk bonde och sektledare för Åkianerna.

## Bakgrund
Åke Svensson var son till bonden Sven Åkesson och Ingeborg Jonsdotter. Han var bosatt i föräldrahemmet till dess han 1773 i samband med sitt giftermål flyttade till Östergöl i Älmeboda socken. Där blev han 1784 ledare för en separatistisk rörelse, som till stor del bestod av medlemmar av hans egen vidsträckta släkt inom Ljuders och Älmeboda socknar. Troligen var rörelsen en efterdyning av den väckelse, som några år tidigare skapats av Peter Murbeck och Anders Elfving, vars predikningar åkianerna läste med gillande. Någon klar lärouppfattning gav inte rörelsen uttryck för, prosten i Älmeboda karaktäriserade dem med att de "utwisar en stark och öfwerdrifwen nit i det som i sig sjelf är godt". 

## Egendomsgemenskap och krav på renlevnad gentemot omgivningen
Åkianerna ansåg all skillnad mellan människor i anseende till stånd och egendom stridande mot Guds ord. De införde fullständig egendomsgemenskap inom sin församling efter förebild från de första kristna församlingar. Deras sammankomster, som kunde föregå flera dagar, höll de hos sektens olika medlemmar, varvid det dagliga arbetet eftersattes. Äktenskap, ingångna före omvändelsen, ansågs inte bindande, barn borde överge sina oomvända föräldrar, tjänare sina husbönder, om dessa hindrade deras andaktsövningar. Skarpast fördömde de prästerna, som ansågs vara förvärldsligade och ovärdiga förvaltare av ordet och sakramenten. 

## Konflikten med kyrkan
Till öppen konflikt med kyrkan kom det på grund av åkianernas önskan att oftare erhålla nattvarden. I slutet av 1784 ingrep domkapitlet i Växjö med en anmodan till kontraktsprosten Ruda i Linneryd att hålla förhör med de förvillade i Ljuder och Älmeboda. Därefter inkallades Åke Svensson tillsammans med några av hans främsta anhängare till förhör inför domkapitlet, som avgav rapport till Kunglig Majestät och Göta hovrätt. Åkianerna avstängdes tills vidare helt från att erhålla nattvarden. De åtgärderna ledde till en fullständig brytning med kyrkan, och Åke Svensson började nu själv dela ut nattvarden till sina anhängare, varvid han följde kyrkoritualen.
Efter att ha blivit satta under förmyndare instämdes åkianerna hösten 1785 till häradsrätten i Ingelstad. Då de inte kunde beslås med brott mot de borgerliga lagarna, ansåg Kunglig Majestät att rättegång var onödig. Medlemmarna endast varnades och förbjöds utdela nattvarden. Då de nekade återgå i kyrkans gemenskap, remitterades målet till Göta hovrätt. Denna dömde i december 1785 åtta av åkianernas främste, såsom "aldeles fallne i galenskap" till intagning å Danvikens dårhus "att tills widare undergå den skjötsel och wård, theras tillstånd fordrar". De dömda införpassades i januari 1786 till dårhuset, där Åke Svensson och två andra åkianer inom kort avled. Efter Åke Svenssons död upphörde snart rörelsen.